# Ron Nachman
Ron Nachman (ur. 6 sierpnia 1942 w Tel Awiwie, zm. 18 stycznia 2013) – izraelski polityk, członek Knesetu. W 1978 był jednym z założycieli miasta Ari’el oraz jego pierwszym burmistrzem. Funkcję tę pełnił aż do śmierci w 2013.

## Życiorys
Urodził się w Tel Awiwie w czasie panowania Brytyjczyków w Mandacie Palestyny. Studiował na Uniwersytecie Telawiwskim gdzie uzyskał dyplom w dziedzinie prawa i nauki o polityce.
W 1978 był jednym z założycieli miasta Ariel oraz jego pierwszym burmistrzem począwszy od 1985. Następnie był wybierany na to stanowisko jeszcze czterokrotnie. Od 1997 walczył o podniesienie rangi szkoły wyższej w Arielu do miasta uniwersytetu. Stało się to w 2012.
W 1992 został wybrany do Knesetu z ramienia Likudu. Funkcję tę pełnił do 1996.
Ron Nachman zmarł 18 stycznia 2013 po wieloletniej walce z rakiem.